# Laura Lombardo Radice
Pour les articles homonymes, voir Radice.
Laura Lombardo Radice (Fiume, 21 septembre 1913 - Rome, 23 mars 2003) est une enseignante, résistante, femme politique et militante pacifiste italienne, épouse de Pietro Ingrao, qui fut président de la Chambre des députés.

## Biographie
Laura Lombardo Radice est la fille de Giuseppe Lombardo Radice, un spécialiste de l'éducation, et de Gemma Harasim, le mathématicien Lucio Lombardo Radice (it) est son frère cadet. À la fin des années trente, elle organise un groupe de jeunes intellectuels antifascistes de Rome, dont l'idéologie s'approche des idées marxistes ; y participent son frère cadet ainsi que Aldo Natoli, Paolo Bufalini (it), Mirella De Carolis, Giaime (it) et Luigi Pintor, également Mischa Kamenetzky (Ugo Stille (it)). Très jeune enseignante à Chieti, elle entre au Parti communiste, alors clandestin. Elle prend part également à la Résistance romaine, et fait la connaissance de Pietro Ingrao, avec qui elle devait vivre soixante ans.
Dans le contexte de la Résistance Laura remplit ce qu'elle devait appeler plus tard « une fonction de légalité contre l'illégalité qui régnait »: pas d'affrontements violents, mais la désobéissance civile et les boycotts, la presse clandestine et les grèves ainsi que l'aide à ceux qu'on persécutait. La Résistante Lucia Ottobrini, qui devait entrer ensuite dans les Groupes d'action patriotique, déclare que c'est Laura qui lui donna ses premières directives en la chargeant de recueillir médicaments, vêtements et nourriture pour les prisonniers politiques. En collaboration avec les autres dirigeants du Parti communiste clandestin (Adele Belle, Marcella Lapiccirella, Egle Gualdi, etc.), Laura Lombardo Radice imagina et organisa les assauts des femmes romaines contre les boulangeries, en évitant les appels téléphoniques, mais en faisant venir le plus grand nombre de femmes possible grâce au bouche à oreille.
Dans la matinée du 3 mars 1944, avec Adele Maria Jemolo (la fiancée de son frère Lucio) et Marcella Lapiccirella, elle assiste à l'assassinat barbare de Teresa Gullace. Spontanément les trois femmes improvisent une protestation muette, en mettant en place une chapelle ardente dans la rue, en priant et en couvrant de bouquets de fleurs toujours plus nombreuses le corps de celle qu'on venait de tuer. Cette façon de protester fut telle que les nazis se virent obligés de laisser partir Girolamo Gullace, le mari de la victime. Dans l'après-midi, Laura et Pietro Ingrao rédigent le texte d'un manifeste, qui est largement diffusé, sur ce qui venait de se passer.
Après le massacre des Fosses ardéatines, les attaques contre les boulangeries se succédent, toujours plus nombreuses : le 9 avril au Flaminio, entre les 20 et 28 avril, dans le quartier Prati et l'Arc de Triomphe, le 24 à Tiburtino III, les 28 et 29 avril à Monte Sacro, Val Melaina et Via Alessandria, le 3 mai, derechef à Tiburtino III et l'action se termine de façon sanglante par la mort de Caterina Martinelli, une mère de six enfants, pour une baguette dans son sac à provisions. L'attaque de la boulangerie Tesei se termine de façon aussi violente le 7 avril 1944 avec le massacre de dix femmes près du pont de l'Industrie.
Immédiatement après la libération de Rome, Laura Lombardo Radice épouse Pietro Ingrao, dont elle a cinq enfants, et elle poursuit son activité politique dans le mouvement féminin du PCI et dans l'UDI-Union des femmes en Italie. Elle n'abandonne pas pour autant l'enseignement scolaire et exerce jusqu'à l'âge de soixante-dix ans, participant même au mouvement de contestation dans les années qui suivirent 1968. À l'heure de la retraite elle travaille bénévolement à la prison de Rebibbia, et fonde l'association « L'heure de promenade », destinée à aider les détenus. Quand le PCI est dissous, elle n'adhère pas au PDS qui venait de se créer
Dans le livre Soltanto una vita sa fille Chiara Ingrao reconstitue l'histoire de sa vie à travers des lettres, des poésies, des articles et des notes.

## Source de traduction
- (it) Cet article est partiellement ou en totalité issu de l’article de Wikipédia en italien intitulé « Laura Lombardo Radice » (voir la liste des auteurs).